# 白川愛実
白川 愛実（しらかわ まなみ、8月4日 - ）は、日本の女性声優。
以前はアクセルワンに準所属していた。

## 出演作品
※太字はメインキャラクター。

### テレビアニメ
2011年
- 未来日記

2012年
- イクシオン サーガ DT（2012年 - 2013年、巫女A、受付嬢A[2]）
- 中二病でも恋がしたい!シリーズ（2012年 - 2014年、生徒、お客） - 2シリーズ
- となりの怪物くん（女生徒F）
- ファイ・ブレイン 神のパズル 第2シリーズ（生徒）
- メタルファイト ベイブレード ZEROG（女B）

2013年
- 恋愛ラボ（新入生、一年女子、女子生徒、女子、放送部員、生徒、女子）
- ローゼンメイデン（新アニメ）（学生、女子学生、女子高生）

2014年
- ヤマノススメ セカンドシーズン（女生徒）

2015年
- ローリング☆ガールズ（小すず）

### 劇場アニメ
2013年
- どーにゃつ（マチュロ）

### ゲーム
2013年
- 楽園男子（丘野葵）

2014年
- ドリームクラブGogo.（ノコ[3]）

2015年
- SWEET CLOWN 〜午前三時のオカシな道化師〜（クランベリー[4]）
- 夏色ハイスクル★青春白書 〜転校初日のオレが幼馴染と再会したら(略)（兵藤ゆかり[5]）

2016年
- 彗星のアルナディア（ラケル[6]）
- 逆転オセロニア（弁財天）

### 吹き替え
- シンプル・シモン（フリーダ〈ソフィ・ハミルトン〉）
- アメイジング・トイワールド カラクリ地下迷宮とおもちゃ王の秘宝（ミクロ）

### ドラマCD
- 犬とハサミは使いよう（狙撃者）
- 背中合わせの恋（スタッフ）
  - 背中合わせの恋2
- Two of Us
- ナジュムの星空（ルゥルゥ）
- ひみつのセフレちゃん（客）
- ふしぎ荘＋住人×住人X（さくら）
- 平成新宿八犬伝（まみちゃん）
- ボクとアリスと世界のおわり〜IN WONDERLAND〜（ありす）

### ラジオ
- アクセル★ワンだぁ!!

### キャラクターソングCD
- 「O-share is Noko-ism!」 DREAM C CLUB Gogo（ノコ）

### その他
- 飛び出せ！ワールドモニター（ボイスオーバー）
- トリハダ㊙スクープ映像100科ジテン（ボイスオーバー）